# Opština Nova Varoš
Opština Nova Varoš (v srbské cyrilici Општина Нова Варош) je srbská základní jednotka územní samosprávy v západním Srbsku. V roce 2011 zde žilo 16 683 obyvatel. Sídlem správy opštiny je město Nova Varoš.
Území opštiny rozděluje na dvě části řeka Uvac. Její území je hornaté; na severu nejvyšším pohořím je Zlatibor.

## Sídla
V opštině se nachází celkem 32 sídel, značná část z nich jsou horské vesnice v nadmořské výšce okolo 1000 m.
| - Akmačići - Amzići - Bistrica - Božetići - Brdo - Bukovik - Burađa - Čelice - Debelja - Donja Bela Reka - Draglica - Draževići - Drmanovići | - Gornja Bela Reka - Gornje Trudovo - Jasenovo - Komarani - Kućani - Ljepojevići - Miševići - Negbina - Nova Varoš | - Ojkovica - Radijevići - Radoinja - Rutoši - Seništa - Štitkovo - Tisovica - Trudovo - Vilovi - Vraneša |